# Maekawa Haruo
Maekawa Haruo (japanisch 前川 春雄; geboren 6. Februar 1911 in Tokio; gestorben 22. September 1989) war ein japanischer Geschäftsmann.

## Leben und Wirken
Maekawa Haruo machte 1935 seinen Studienabschluss an der Juristischen Fakultät der Universität Tokio. Er nahm dann seine Arbeit bei der Bank of Japan auf und wirkte in der Abteilung für internationale Finanzen. Nach seiner Tätigkeit als Direktor der Takamatsu-Niederlassung und Stationierung in New York war er 1960 Direktor des Foreign Exchange Bureau, 1963 Direktor der Devisenabteilung, 1970 stellvertretender Präsident der staatlichen Außenhandelsbank „Nihon yushutsu nyū ginkō“ (日本輸出入銀行). 1972 wurde er stellvertretender Präsident und 1979 der 24. Präsident der Bank of Japan. 1984 trat er in den Ruhestand.
Als Spezialist für internationales Finanzwesen wurde er von Premierminister Nakasone zum Leiter eines Untersuchungsausschusse zu „Maßnahmen zur Anpassung an die internationale wirtschaftliche Harmonie“ eingesetzt. Das Ergebnis wurde in einem Report zusammengefasst, der dann als „Maekawa-Report“ im April 1986 erschien.
Maekawa wirkte 1986 als Vorsitzender der „Kokusai Denshin Denwa Corporation“ KDD, die für den Auslandsfernmeldeverkehr zuständig war. Von 1975 bis 1979 und von 1985 bis 1989 war er Mitglied des „Economic Council“ der „Economic Planning Agency“ (経済企画庁, Keizai kikaku chō).